# Митра, Абхас
Абха́с Ми́тра (англ. Abhas Mitra, род. 3 июня 1955) — индийский астрофизик. Знаменит тем, что в декабре 2002 года опубликовал статью в журнале Physical Letters, заявив, что абсолютно чёрная дыра, не строго подчиняющаяся уравнениям Эйнштейна, не может существовать согласно ОТО. Исследовав в 2002 году кандидатов на чёрные дыры, он показал, что все они образуют магнитное поле вокруг себя, а потому не могут быть строго чёрными дырами.